# Сатурн (премія, 2002)
28-а церемонія вручення нагород премії «Сатурн» за заслуги в царині кінофантастики, зокрема в галузі наукової фантастики, фентезі та жахів за 2001 рік, яка відбулася 10 червня 2002 року. 

## Лауреати і номінанти
Нижче наведено повний список номінантів та переможців. Переможці виділені жирним шрифтом.

### Фільми
| Найкращий актор | Найкраща акторка |
| --- | --- |
| - Том Круз – за роль Девіда Еймса у фільмі Ванільне небо - Джонні Депп – за роль Фредерика Ебберлайна у фільмі Із пекла - Ентоні Гопкінс – за роль Ганнібала Лектера у фільмі Ганнібал - Кевін Спейсі – за роль Прота у фільмі Планета Ка-Пекс - Біллі Боб Торнтон – за роль Еда Крейна у фільмі Людина, якої не було - Гай Пірс – за роль Леонарда Шелбі у фільмі Пам'ятай                                                       | - Ніколь Кідман – за роль Грейс Стюарт у фільмі Інші - Френсіс О'Коннор – за роль Моніки Свінтон у фільмі Штучний розум - Джуліанна Мур – за роль Кларіси Старлінг у фільмі Ганнібал - Анджеліна Джолі – за роль Лари Крофт у фільмі Лара Крофт: Розкрадачка гробниць - Наомі Воттс – за роль Бетті Елмс / Даяни Селвін у фільмі Малголланд Драйв - Кейт Бекінсейл – за роль Сари Томас у фільмі Інтуїція |
| Найкращий актор другого плану | Найкраща акторка другого плану |
| - Ієн Маккеллен – за роль Ґандальфа Сірого у фільмі Володар перснів: Братерство персня - Роббі Колтрейн – за роль Рубеуса Геґріда у фільмі Гаррі Поттер і філософський камінь - Марк Дакаскос – за роль Мані у фільмі Братство вовка - Едді Мерфі – за роль Віслюка у фільмі Шрек - Джеремі Півен – за роль Діна Кенскі у фільмі Інтуїція - Тім Рот – за роль Генерала Тейда у фільмі Планета мавп                                | - Фіоннула Фленаґан – за роль Берти Міллс у фільмі Інші - Меггі Сміт – за роль Мінерви Макгонагалл у фільмі Гаррі Поттер і філософський камінь - Френсіс Макдорманд – за роль Доріс Крейн у фільмі Людина, якої не було - Моніка Беллуччі – за роль Сільвії у фільмі Братство вовка - Гелена Бонем Картер – за роль Арі у фільмі Планета мавп - Кемерон Діас – за роль Джулі Джиані у фільмі Ванільне небо |
| Найкращий молодий актор чи акторка | Найкращий сценарій |
| - Гейлі Джоел Осмент – за роль Девіда у фільмі Штучний розум - Фредді Боас – за роль Алекса О'Коннелла у фільмі Мумія повертається - Джастін Лонг – за роль Даррі Дженнер у фільмі Джіперс Криперс - Алакіна Манн – за роль Енн Стюарт у фільмі Інші - Деніел Редкліфф – за роль Гаррі Поттера у фільмі Гаррі Поттер і філософський камінь - Емма Вотсон – за роль Герміони Ґрейнджер у фільмі Гаррі Поттер і філософський камінь | - Стівен Спілберг – Штучний розум - Алехандро Аменабар – Інші - Стефані Кейбел та Крістоф Ганс – Братство вовка - Тед Елліот, Террі Россіо, Джо Стіллман, Роджер Шульман – Шрек - Ендрю Стентон та Деніел Герсон – Корпорація монстрів - Френ Волш, Філіпа Боєнс та Пітер Джексон – Володар перснів: Хранителі Персня |
| Найкращий режисер | Найкращий костюм |
| - Пітер Джексон – Володар перснів: Братерство персня - Стівен Спілберг – Штучний розум - Девід Лінч – Малголленд Драйв - Алехандро Аменабар – Інші - Кріс Коламбус – Гаррі Поттер і філософський камінь - Крістоф Ганс – Братство вовка | - Джудіанна Маковська – Гаррі Поттер і філософський камінь - Нгіла Діксон та Річард Тейлор – Володар перснів: Братерство персня - Кетрін Мартін та Енгус Стретай – Мулен Руж! - Кім Барретт – Із пекла - Домінік Борг – Братство вовка - Коллін Етвуд – Планета мавп |
| Найкращий грим | Найкращі спецефекти |
| - Грег Канном і Уеслі Воффорд – Ганнібал - Рік Бейкер і Джон Блейк – Планета мавп - Мішель Берк та Каміль Кальве – Ванільне небо - Пітер Оуен і Річард Тейлор – Володар перснів: Братерство персня - Нік Дадман, Марк Кульє та Джон Ламберт – Гаррі Поттер і філософський камінь - Ейлін Сітон, Нік Дадман та Джейн Уокер – Мумія повертається                                                                                    | - Денніс Мурен, Скотт Фаррар, Стен Вінстон та Майкл Лантієрі – Штучний розум - Джим Райгіл, Рендалл Вільям Кук, Річард Тейлор, Марк Стетсон – Володар перснів: Хранителі Персня - Джим Мітчелл, Денні Гордон Тейлор, Дональд Елліот та Джон Розенгрант – Парк Юрського періоду 3 - Джон Ендрю Бертон молодший, Деніел Жаннетт, Ніл Корбоулд та Томас Россетер – Мумія повертається - Роберт Легато, Нік Девіс, Роджер Гайєтт та Джон Річардсон – Гаррі Поттер і філософський камінь - Джон Павелл та Гаррі Греґсон-Вільямс – Братство вовка |
| Найкраща музика | Найкращий науково-фантастичний фільм |
| - Джон Вільямс – Штучний розум - Говард Шор – Володар перснів: Хранителі Персня - Анджело Бадаламенті – Малголленд Драйв - Ненсі Вілсон – Ванільне небо - Джозеф ЛоДука – Братство вовка - Джон Павелл та Гаррі Греґсон-Вільямс – Шрек | - Штучний інтелект - Парк Юрського періоду III - Лара Крофт: Розкрадачка гробниць - Протистояння - Планета мавп - Ванільне небо |
| Найкращий пригодницький фільм, бойовик чи трилер | Найкращий фентезійний фільм |
| - Пам'ятай - Падіння «Чорного яструба» - Нічого собі поїздочка - Людина, якої не було - Малголленд Драйв - Братство вовка | - Володар перснів: Хранителі Персня - Гаррі Поттер і філософський камінь - Корпорація монстрів (м / ф) - Мумія повертається - Шрек (м / ф) - Діти шпигунів |
| Найкращий фільм жахів | |
| - Інші - Хребет диявола - З пекла - Ганнібал - Джиперс Кріперс - Тринадцять привидів | |

### Телебачення
| Найкращий телесеріал | Найкращий телесеріал, зроблений для кабельного телебачення |
| --- | --- |
| - Баффі — переможниця вампірів (WB) - Ангел (WB) - Темний ангел (Fox) - Зоряний шлях: Ентерпрайз (UPN) - Таємниці Смолвіля (WB) - Цілком таємно (Fox) | - На краю Всесвіту (Syfy) - Андромеда (Syndicated) - Хроніка (Syfy) - Людина-невидимка (Syfy) - Зоряна брама: SG-1(Showtime) - Клинок відьми |
| Найкращий телеактор | Найкраща телеакторка |
| - Бен Браудер – На краю Всесвіту (SyFy) за роль Джона Крайтона - Роберт Патрік – Цілком таємно (Fox) за роль Джона Доггетті - Девід Бореаназ – Ангел (WB) за роль Енджела - Том Веллінг – Таємниці Смолвіля (WB) за роль Кларка Кента - Скотт Бакула – Зоряний шлях: Ентерпрайз (UPN) за роль Джонатана Арчера - Річард Дін Андерсон – Зоряна брама: SG-1 (Showtime) за роль Джека О'Нілла                     | - Янсі Батлер – Клинок відьми (TNT) за роль Сари Пезіні - Крістін Кройк – Таємниці Смолвіля (WB) за роль Лани Ленг - Сара Мішель Геллар – Баффі — переможниця вампірів (WB) за роль Баффі Саммерс - Клаудія Блек – На краю Всесвіту (Syfy) за роль Айрін Сун - Джилліан Андерсон – Цілком таємно (Fox) за роль Дейни Скаллі - Джессіка Альба – Темний ангел (Fox) за роль Макса Гевара                                |
| Найкращий телеактор другого плану | Найкраща телеакторка другого плану |
| - Майкл Розенбаум – Таємниці Смолвіля (WB) за роль Лекса Лютора - Крістофер Джадж – Зоряна брама: SG-1 (Showtime) за роль Тіл'ка - Ентоні Сімко – На краю Всесвіту (Syfy) за роль Ka Д'Арго - Майкл Везерлі – Темний ангел (Fox) за роль Логана Кейла - Джеймс Марстерс – Баффі — переможниця вампірів (WB) за роль Спайка - Коннор Тріннір – Зоряний шлях: Ентерпрайз (UPN) за роль Чарльза «Тріп» Такера III | - Джолін Блелок – Зоряний шлях: Ентерпрайз (UPN) за роль Т'Поли - Мішель Трахтенберг – Баффі — переможниця вампірів (WB) за роль Дона Саммерса - Елісон Ганніган – Баффі — переможниця вампірів (WB) за роль Віллоу Розенберга - Джіджі Еджлі – На краю Всесвіту (Syfy) за роль Чіани - Аманда Таппінг – Зоряна брама: SG-1 (Showtime) за роль Саманти Картер - Аннабет Гіш – Цілком таємно (Fox) за роль Моніки Реєс |
| Найкраща телевізійна презентація | |
| - Джек і бобове дерево: Справжня історія (CBS) - Земля проти павука (Cinemax) - Король мавп (NBC) - Тумани Авалона (TNT) - Вона Істота (Cinemax) - Печерна людина-підліток (Cinemax) | |

### Домашня колекція
| Найкращий DVD або Blu-ray фільм                                                                                                  | Найкращий DVD класичний фільм |
| --- | --- |
| - Перевертень - Щур - Гаррі — друг, який бажає вам добра - Вибивала - Паніка - Леді та Блудько 2                                 | - Білосніжка і семеро гномів - Суспірія - Супермен - Близькі контакти третього ступеня - Зоряні війни: Прихована загроза - Зоряний шлях: Фільм |
| Найкращий DVD або Blu-ray спецвипуск                                                                                             | |
| - Шрек - Остання фантазія: Духи всередині - Мулен Руж! - Лара Крофт: Розкрадачка гробниць - Як Ґрінч украв Різдво - Планета мавп | |

### Особливі нагороди
| Нагорода                                                                 | Лауреати                                         |
| ------------------------------------------------------------------------ | ------------------------------------------------ |
| Нагорода імені Джорджа Пала (George Pal Memorial Award)                  | • Семюел З. Аркофф                               |
| За досягнення в кар'єрі (Life Career Award)                              | • Стен Лі                                        |
| За досягнення в кар'єрі (Life Career Award)                              | • Дрю Струзан                                    |
| Президентська нагорода (President’s Award)                               | • Шеррі Лансінг                                  |
| Спеціальна нагорода (Special Awards)                                     | • Anchor Bay Entertainment                       |
| Обличчя майбутнього покоління (Cinescape Genre Face of the Future Award) | • Джолін Блалок – Зоряний шлях: Ентерпрайз       |
| Обличчя майбутнього покоління (Cinescape Genre Face of the Future Award) | • Джеймс Марстерс – Баффі — переможниця вампірів |
| Виставка молодого кінорежисера (Young Filmmaker's Showcase)              | • Річард Келлі – Донні Дарко                     |